# ميغيل دومينغيز
ميغيل دومينغيز (بالإسبانية: Miguel Domínguez) هو لاعب كرة قدم ومدرب كرة قدم باراغواياني في مركز الوسط، ولد في 30 سبتمبر 1979 في سيوداد ديل استي في باراغواي. لعب مع سيرو بورتينيو ونادي برشلونة.

## وصلات خارجية
- ميغيل دومينغيز على موقع الاتحاد الدولي (مؤرشف)  (الإنجليزية)